# 1976年のワールドシリーズ
1976年の野球において、メジャーリーグベースボール（MLB）優勝決定戦の第73回ワールドシリーズ（だい73かいワールドシリーズ、73rd World Series）は、10月16日から21日にかけて計4試合が開催された。その結果、シンシナティ・レッズ（ナショナルリーグ）がニューヨーク・ヤンキース（アメリカンリーグ）を4勝0敗で下し、2年連続4回目の優勝を果たした。
両チームの対戦は、1939年と1961年に次いで今回が3度目。過去2度はいずれもヤンキースが勝利していたが、今回はレッズが4戦全勝でヤンキースを退けた。レッズはナショナルリーグ優勝決定戦でもフィラデルフィア・フィリーズ相手に3戦全勝としており、ポストシーズンを全勝で終えた。リーグ優勝決定戦が導入された1969年以降、ポストシーズン全勝優勝は今回のレッズが初であり、2025年現在も史上唯一である。シリーズMVPには、優勝が決まった第4戦で2本塁打・5打点を記録するなど、4試合で打率.533・2本塁打・6打点・OPS 1.667という成績を残したレッズのジョニー・ベンチが選出された。
MLBにおいて指名打者（DH）制度は、1973年にアメリカンリーグでのみ導入された。しかしワールドシリーズでは、同年から1975年までの3年間、DH制は一切採用されなかった。今シリーズより規則が変更され、偶数年は全試合で採用、奇数年は全試合で不採用となった。したがって今シリーズは、DH制ありの試合が行われた初のシリーズである。両チームのDHを比較すると、レッズは4試合ともダン・ドリーセンが務めて打率.357だったのに対し、ヤンキースは3選手が試合ごとに入れ替わりながら打率.063と低迷した。

## 試合結果
1976年のワールドシリーズは10月16日に開幕し、途中に移動日と雨天順延を挟んで6日間で4試合が行われた。日程・結果は以下の通り。
| 日付                                                | 試合  | ビジター球団（先攻）     | スコア   | ホーム球団（後攻）       | 開催球場                   | 開催球場                                             |
| --------------------------------------------------- | ----- | ------------------------ | -------- | ------------------------ | -------------------------- | ---------------------------------------------------- |
| 10月16日（土）                                      | 第1戦 | ニューヨーク・ヤンキース | 1－5     | シンシナティ・レッズ     | リバーフロント・スタジアム | リバーフロント・ · スタジアムヤンキー・ · スタジアム |
| 10月17日（日）                                      | 第2戦 | ニューヨーク・ヤンキース | 3－4x    | シンシナティ・レッズ     | リバーフロント・スタジアム | リバーフロント・ · スタジアムヤンキー・ · スタジアム |
| 10月18日（月）                                      |       | 移動日                   | 移動日   | 移動日                   |                            | リバーフロント・ · スタジアムヤンキー・ · スタジアム |
| 10月19日（火）                                      | 第3戦 | シンシナティ・レッズ     | 6－2     | ニューヨーク・ヤンキース | ヤンキー・スタジアム       | リバーフロント・ · スタジアムヤンキー・ · スタジアム |
| 10月20日（水）                                      | 第4戦 | 雨天順延                 | 雨天順延 | 雨天順延                 | ヤンキー・スタジアム       | リバーフロント・ · スタジアムヤンキー・ · スタジアム |
| 10月21日（木）                                      | 第4戦 | シンシナティ・レッズ     | 7－2     | ニューヨーク・ヤンキース | ヤンキー・スタジアム       | リバーフロント・ · スタジアムヤンキー・ · スタジアム |
| 優勝：シンシナティ・レッズ（4勝0敗 / 2年連続4度目） |       |                          |          |                          |                            | リバーフロント・ · スタジアムヤンキー・ · スタジアム |

### 第1戦 10月16日
- リバーフロント・スタジアム（オハイオ州シンシナティ）

|                          | 1 | 2 | 3 | 4 | 5 | 6 | 7 | 8 | 9 | R | H  | E |
| ------------------------ | - | - | - | - | - | - | - | - | - | - | -- | - |
| ニューヨーク・ヤンキース | 0 | 1 | 0 | 0 | 0 | 0 | 0 | 0 | 0 | 1 | 5  | 1 |
| シンシナティ・レッズ     | 1 | 0 | 1 | 0 | 0 | 1 | 2 | 0 | X | 5 | 10 | 1 |

1. 勝利：ドン・ガレット（1勝）
2. 敗戦：ドイル・アレクサンダー（1敗）
3. 本塁打
CIN：ジョー・モーガン1号ソロ
4. 審判
［球審］リー・ウェイヤー（NL）
［塁審］一塁: ルー・ディミュロ（AL）、二塁: ビル・ウィリアムズ（NL）、三塁: ビル・ディーガン（AL）
［外審］左翼: ブルース・フローミング（NL）、右翼: デーブ・フィリップス（AL）
5. 昼間試合  試合時間: 2時間10分  観客: 5万4826人
詳細: Baseball-Reference.com

| ニューヨーク・ヤンキース | ニューヨーク・ヤンキース | ニューヨーク・ヤンキース | ニューヨーク・ヤンキース | ニューヨーク・ヤンキース | シンシナティ・レッズ | シンシナティ・レッズ | シンシナティ・レッズ | シンシナティ・レッズ | シンシナティ・レッズ                                                                                                   |
| ------------------------ | ------------------------ | ------------------------ | ------------------------ | --- | -------------------- | -------------------- | -------------------- | -------------------- | --- |
| 打順                     | 守備                     | 選手                     | 打席                     | D・アレクサンダーT・マンソンC・チャン · ブリスW・ランドルフG・ネトルズF・スタンリーR・ホワイトM・リバースE・マドックスL・ピネラ | 打順                 | 守備                 | 選手                 | 打席                 | D・ガレットJ・ベンチT・ペレスJ・モーガンP・ローズD・コンセプシオンG・フォスターC・ジェロニモK・グリフィーD・ドリーセン |
| 1                        | 中                       | M・リバース              | 左                       | D・アレクサンダーT・マンソンC・チャン · ブリスW・ランドルフG・ネトルズF・スタンリーR・ホワイトM・リバースE・マドックスL・ピネラ | 1                    | 三                   | P・ローズ            | 両                   | D・ガレットJ・ベンチT・ペレスJ・モーガンP・ローズD・コンセプシオンG・フォスターC・ジェロニモK・グリフィーD・ドリーセン |
| 2                        | 左                       | R・ホワイト              | 両                       | D・アレクサンダーT・マンソンC・チャン · ブリスW・ランドルフG・ネトルズF・スタンリーR・ホワイトM・リバースE・マドックスL・ピネラ | 2                    | 右                   | K・グリフィー        | 左                   | D・ガレットJ・ベンチT・ペレスJ・モーガンP・ローズD・コンセプシオンG・フォスターC・ジェロニモK・グリフィーD・ドリーセン |
| 3                        | 捕                       | T・マンソン              | 右                       | D・アレクサンダーT・マンソンC・チャン · ブリスW・ランドルフG・ネトルズF・スタンリーR・ホワイトM・リバースE・マドックスL・ピネラ | 3                    | 二                   | J・モーガン          | 左                   | D・ガレットJ・ベンチT・ペレスJ・モーガンP・ローズD・コンセプシオンG・フォスターC・ジェロニモK・グリフィーD・ドリーセン |
| 4                        | DH                       | L・ピネラ                | 右                       | D・アレクサンダーT・マンソンC・チャン · ブリスW・ランドルフG・ネトルズF・スタンリーR・ホワイトM・リバースE・マドックスL・ピネラ | 4                    | 一                   | T・ペレス            | 右                   | D・ガレットJ・ベンチT・ペレスJ・モーガンP・ローズD・コンセプシオンG・フォスターC・ジェロニモK・グリフィーD・ドリーセン |
| 5                        | 一                       | C・チャンブリス          | 左                       | D・アレクサンダーT・マンソンC・チャン · ブリスW・ランドルフG・ネトルズF・スタンリーR・ホワイトM・リバースE・マドックスL・ピネラ | 5                    | DH                   | D・ドリーセン        | 左                   | D・ガレットJ・ベンチT・ペレスJ・モーガンP・ローズD・コンセプシオンG・フォスターC・ジェロニモK・グリフィーD・ドリーセン |
| 6                        | 三                       | G・ネトルズ              | 左                       | D・アレクサンダーT・マンソンC・チャン · ブリスW・ランドルフG・ネトルズF・スタンリーR・ホワイトM・リバースE・マドックスL・ピネラ | 6                    | 左                   | G・フォスター        | 右                   | D・ガレットJ・ベンチT・ペレスJ・モーガンP・ローズD・コンセプシオンG・フォスターC・ジェロニモK・グリフィーD・ドリーセン |
| 7                        | 右                       | E・マドックス            | 右                       | D・アレクサンダーT・マンソンC・チャン · ブリスW・ランドルフG・ネトルズF・スタンリーR・ホワイトM・リバースE・マドックスL・ピネラ | 7                    | 捕                   | J・ベンチ            | 右                   | D・ガレットJ・ベンチT・ペレスJ・モーガンP・ローズD・コンセプシオンG・フォスターC・ジェロニモK・グリフィーD・ドリーセン |
| 8                        | 二                       | W・ランドルフ            | 右                       | D・アレクサンダーT・マンソンC・チャン · ブリスW・ランドルフG・ネトルズF・スタンリーR・ホワイトM・リバースE・マドックスL・ピネラ | 8                    | 中                   | C・ジェロニモ        | 左                   | D・ガレットJ・ベンチT・ペレスJ・モーガンP・ローズD・コンセプシオンG・フォスターC・ジェロニモK・グリフィーD・ドリーセン |
| 9                        | 遊                       | F・スタンリー            | 右                       | D・アレクサンダーT・マンソンC・チャン · ブリスW・ランドルフG・ネトルズF・スタンリーR・ホワイトM・リバースE・マドックスL・ピネラ | 9                    | 遊                   | D・コンセプシオン    | 右                   | D・ガレットJ・ベンチT・ペレスJ・モーガンP・ローズD・コンセプシオンG・フォスターC・ジェロニモK・グリフィーD・ドリーセン |
| 先発投手                 | 先発投手                 | 先発投手                 | 投球                     | D・アレクサンダーT・マンソンC・チャン · ブリスW・ランドルフG・ネトルズF・スタンリーR・ホワイトM・リバースE・マドックスL・ピネラ | 先発投手             | 先発投手             | 先発投手             | 投球                 | D・ガレットJ・ベンチT・ペレスJ・モーガンP・ローズD・コンセプシオンG・フォスターC・ジェロニモK・グリフィーD・ドリーセン |
| D・アレクサンダー        | D・アレクサンダー        | D・アレクサンダー        | 右                       | D・アレクサンダーT・マンソンC・チャン · ブリスW・ランドルフG・ネトルズF・スタンリーR・ホワイトM・リバースE・マドックスL・ピネラ | D・ガレット          | D・ガレット          | D・ガレット          | 左                   | D・ガレットJ・ベンチT・ペレスJ・モーガンP・ローズD・コンセプシオンG・フォスターC・ジェロニモK・グリフィーD・ドリーセン |

レッズが初回裏にジョー・モーガンのソロ本塁打で先制するが、直後の2回表にヤンキースもグレイグ・ネトルズの犠牲フライで追いつく。3回裏、レッズは一死から9番デーブ・コンセプシオンが三塁打で出塁すると、次打者ピート・ローズが犠牲フライでコンセプシオンを還して勝ち越す。6回裏にはトニー・ペレスが、7回裏にはジョニー・ベンチが、それぞれ適時打を放って1点ずつ加え、ヤンキース先発のドイル・アレクサンダーを降板に追い込む。なおも無死三塁の場面で、2番手スパーキー・ライルが2球目に暴投して三塁走者ベンチの生還を許し、レッズのリードは4点に広がった。レッズは先発ドン・ガレットが8回途中まで1失点に抑えたあと、2番手ペドロ・ボーボンが試合終了まで5打者を連続で凡退させて締め、シリーズ開幕戦に勝利した。

### 第2戦 10月17日
- リバーフロント・スタジアム（オハイオ州シンシナティ）

|                          | 1 | 2 | 3 | 4 | 5 | 6 | 7 | 8 | 9  | R | H  | E |
| ------------------------ | - | - | - | - | - | - | - | - | -- | - | -- | - |
| ニューヨーク・ヤンキース | 0 | 0 | 0 | 1 | 0 | 0 | 2 | 0 | 0  | 3 | 9  | 1 |
| シンシナティ・レッズ     | 0 | 3 | 0 | 0 | 0 | 0 | 0 | 0 | 1x | 4 | 10 | 0 |

1. 勝利：ジャック・ビリンガム（1勝）
2. 敗戦：キャットフィッシュ・ハンター（1敗）
3. 審判
［球審］ルー・ディミュロ（AL）
［塁審］一塁: ビル・ウィリアムズ（NL）、二塁: ビル・ディーガン（AL）、三塁: ブルース・フローミング（NL）
［外審］左翼: デーブ・フィリップス（AL）、右翼: リー・ウェイヤー（NL）
4. 夜間試合  試合時間: 2時間33分  観客: 5万4816人
詳細: Baseball-Reference.com

| ニューヨーク・ヤンキース | ニューヨーク・ヤンキース | ニューヨーク・ヤンキース | ニューヨーク・ヤンキース | ニューヨーク・ヤンキース                                                                                                  | シンシナティ・レッズ | シンシナティ・レッズ | シンシナティ・レッズ | シンシナティ・レッズ | シンシナティ・レッズ                                                                                                   |
| ------------------------ | ------------------------ | ------------------------ | ------------------------ | --- | -------------------- | -------------------- | -------------------- | -------------------- | --- |
| 打順                     | 守備                     | 選手                     | 打席                     | C・ハンターT・マンソンC・チャン · ブリスW・ランドルフG・ネトルズF・スタンリーR・ホワイトM・リバースL・ピネラE・マドックス | 打順                 | 守備                 | 選手                 | 打席                 | F・ノーマンJ・ベンチT・ペレスJ・モーガンP・ローズD・コンセプシオンG・フォスターC・ジェロニモK・グリフィーD・ドリーセン |
| 1                        | 中                       | M・リバース              | 左                       | C・ハンターT・マンソンC・チャン · ブリスW・ランドルフG・ネトルズF・スタンリーR・ホワイトM・リバースL・ピネラE・マドックス | 1                    | 三                   | P・ローズ            | 両                   | F・ノーマンJ・ベンチT・ペレスJ・モーガンP・ローズD・コンセプシオンG・フォスターC・ジェロニモK・グリフィーD・ドリーセン |
| 2                        | 左                       | R・ホワイト              | 両                       | C・ハンターT・マンソンC・チャン · ブリスW・ランドルフG・ネトルズF・スタンリーR・ホワイトM・リバースL・ピネラE・マドックス | 2                    | 右                   | K・グリフィー        | 左                   | F・ノーマンJ・ベンチT・ペレスJ・モーガンP・ローズD・コンセプシオンG・フォスターC・ジェロニモK・グリフィーD・ドリーセン |
| 3                        | 捕                       | T・マンソン              | 右                       | C・ハンターT・マンソンC・チャン · ブリスW・ランドルフG・ネトルズF・スタンリーR・ホワイトM・リバースL・ピネラE・マドックス | 3                    | 二                   | J・モーガン          | 左                   | F・ノーマンJ・ベンチT・ペレスJ・モーガンP・ローズD・コンセプシオンG・フォスターC・ジェロニモK・グリフィーD・ドリーセン |
| 4                        | 右                       | L・ピネラ                | 右                       | C・ハンターT・マンソンC・チャン · ブリスW・ランドルフG・ネトルズF・スタンリーR・ホワイトM・リバースL・ピネラE・マドックス | 4                    | 一                   | T・ペレス            | 右                   | F・ノーマンJ・ベンチT・ペレスJ・モーガンP・ローズD・コンセプシオンG・フォスターC・ジェロニモK・グリフィーD・ドリーセン |
| 5                        | 一                       | C・チャンブリス          | 左                       | C・ハンターT・マンソンC・チャン · ブリスW・ランドルフG・ネトルズF・スタンリーR・ホワイトM・リバースL・ピネラE・マドックス | 5                    | DH                   | D・ドリーセン        | 左                   | F・ノーマンJ・ベンチT・ペレスJ・モーガンP・ローズD・コンセプシオンG・フォスターC・ジェロニモK・グリフィーD・ドリーセン |
| 6                        | 三                       | G・ネトルズ              | 左                       | C・ハンターT・マンソンC・チャン · ブリスW・ランドルフG・ネトルズF・スタンリーR・ホワイトM・リバースL・ピネラE・マドックス | 6                    | 左                   | G・フォスター        | 右                   | F・ノーマンJ・ベンチT・ペレスJ・モーガンP・ローズD・コンセプシオンG・フォスターC・ジェロニモK・グリフィーD・ドリーセン |
| 7                        | DH                       | E・マドックス            | 右                       | C・ハンターT・マンソンC・チャン · ブリスW・ランドルフG・ネトルズF・スタンリーR・ホワイトM・リバースL・ピネラE・マドックス | 7                    | 捕                   | J・ベンチ            | 右                   | F・ノーマンJ・ベンチT・ペレスJ・モーガンP・ローズD・コンセプシオンG・フォスターC・ジェロニモK・グリフィーD・ドリーセン |
| 8                        | 二                       | W・ランドルフ            | 右                       | C・ハンターT・マンソンC・チャン · ブリスW・ランドルフG・ネトルズF・スタンリーR・ホワイトM・リバースL・ピネラE・マドックス | 8                    | 中                   | C・ジェロニモ        | 左                   | F・ノーマンJ・ベンチT・ペレスJ・モーガンP・ローズD・コンセプシオンG・フォスターC・ジェロニモK・グリフィーD・ドリーセン |
| 9                        | 遊                       | F・スタンリー            | 右                       | C・ハンターT・マンソンC・チャン · ブリスW・ランドルフG・ネトルズF・スタンリーR・ホワイトM・リバースL・ピネラE・マドックス | 9                    | 遊                   | D・コンセプシオン    | 右                   | F・ノーマンJ・ベンチT・ペレスJ・モーガンP・ローズD・コンセプシオンG・フォスターC・ジェロニモK・グリフィーD・ドリーセン |
| 先発投手                 | 先発投手                 | 先発投手                 | 投球                     | C・ハンターT・マンソンC・チャン · ブリスW・ランドルフG・ネトルズF・スタンリーR・ホワイトM・リバースL・ピネラE・マドックス | 先発投手             | 先発投手             | 先発投手             | 投球                 | F・ノーマンJ・ベンチT・ペレスJ・モーガンP・ローズD・コンセプシオンG・フォスターC・ジェロニモK・グリフィーD・ドリーセン |
| C・ハンター              | C・ハンター              | C・ハンター              | 右                       | C・ハンターT・マンソンC・チャン · ブリスW・ランドルフG・ネトルズF・スタンリーR・ホワイトM・リバースL・ピネラE・マドックス | F・ノーマン          | F・ノーマン          | F・ノーマン          | 左                   | F・ノーマンJ・ベンチT・ペレスJ・モーガンP・ローズD・コンセプシオンG・フォスターC・ジェロニモK・グリフィーD・ドリーセン |

レッズは2回裏、先頭打者ダン・ドリーセンが二塁打で出塁し、次打者ジョージ・フォスターの適時打で生還して1点を先制する。フォスターの盗塁死でいったん走者がいなくなるが、ジョニー・ベンチの二塁打とシーザー・ジェロニモの四球で再び走者を溜め、9番デーブ・コンセプシオンの適時打で2点目を挙げる。さらに一死満塁とし、2番ケン・グリフィーの犠牲フライで3点目を加えた。しかしヤンキース先発キャットフィッシュ・ハンターは、3回裏に二死満塁の危機を無失点で切り抜け、味方打線が4回表にグレイグ・ネトルズの適時打で1点を返すと、その後も点差を2点に保ち続けた。
ヤンキース打線は7回表、無死一塁から9番フレッド・スタンリーの左翼線二塁打で1点差に追い上げ、さらに一死一・三塁として、レッズ先発フレッド・ノーマンを降板させる。3番サーマン・マンソンは2番手ジャック・ビリンガムに二ゴロに打ち取られたものの、その間に三塁走者スタンリーが還って同点に追いついた。3－3の同点のまま、9回裏もハンターがマウンドに上がり、二死を奪う。グリフィーは遊ゴロだったが、遊撃手スタンリーが一塁へ悪送球しグリフィーは二塁まで進む。ハンターは3番ジョー・モーガンを敬遠してトニー・ペレスとの勝負を選んだものの、ペレスは左前打でグリフィーを生還させ、レッズがサヨナラ勝利で2連勝とした。

### 第3戦 10月19日
- ヤンキー・スタジアム（ニューヨーク州ニューヨーク市ブロンクス区）

|                          | 1 | 2 | 3 | 4 | 5 | 6 | 7 | 8 | 9 | R | H  | E |
| ------------------------ | - | - | - | - | - | - | - | - | - | - | -- | - |
| シンシナティ・レッズ     | 0 | 3 | 0 | 1 | 0 | 0 | 0 | 2 | 0 | 6 | 13 | 2 |
| ニューヨーク・ヤンキース | 0 | 0 | 0 | 1 | 0 | 0 | 1 | 0 | 0 | 2 | 8  | 0 |

1. 勝利：パット・ザクリー（1勝）
2. セーブ：ウィル・マッケナニー（1S）
3. 敗戦：ドック・エリス（1敗）
4. 本塁打
CIN：ダン・ドリーセン1号ソロ
NYY：ジム・メイソン1号ソロ
5. 審判
［球審］ビル・ウィリアムズ（NL）
［塁審］一塁: ビル・ディーガン（AL）、二塁: ブルース・フローミング（NL）、三塁: デーブ・フィリップス（AL）
［外審］左翼: リー・ウェイヤー（NL）、右翼: ルー・ディミュロ（AL）
6. 夜間試合  試合時間: 2時間40分  観客: 5万6667人
詳細: Baseball-Reference.com

| シンシナティ・レッズ | シンシナティ・レッズ | シンシナティ・レッズ | シンシナティ・レッズ | シンシナティ・レッズ                                                                                                   | ニューヨーク・ヤンキース | ニューヨーク・ヤンキース | ニューヨーク・ヤンキース | ニューヨーク・ヤンキース | ニューヨーク・ヤンキース                                                                                              |
| -------------------- | -------------------- | -------------------- | -------------------- | --- | ------------------------ | ------------------------ | ------------------------ | ------------------------ | --- |
| 打順                 | 守備                 | 選手                 | 打席                 | P・ザクリーJ・ベンチT・ペレスJ・モーガンP・ローズD・コンセプシオンG・フォスターC・ジェロニモK・グリフィーD・ドリーセン | 打順                     | 守備                     | 選手                     | 打席                     | D・エリスT・マンソンC・チャン · ブリスW・ランドルフG・ネトルズF・スタンリーR・ホワイトM・リバースO・ギャンブルC・メイ |
| 1                    | 三                   | P・ローズ            | 両                   | P・ザクリーJ・ベンチT・ペレスJ・モーガンP・ローズD・コンセプシオンG・フォスターC・ジェロニモK・グリフィーD・ドリーセン | 1                        | 中                       | M・リバース              | 左                       | D・エリスT・マンソンC・チャン · ブリスW・ランドルフG・ネトルズF・スタンリーR・ホワイトM・リバースO・ギャンブルC・メイ |
| 2                    | 右                   | K・グリフィー        | 左                   | P・ザクリーJ・ベンチT・ペレスJ・モーガンP・ローズD・コンセプシオンG・フォスターC・ジェロニモK・グリフィーD・ドリーセン | 2                        | 左                       | R・ホワイト              | 両                       | D・エリスT・マンソンC・チャン · ブリスW・ランドルフG・ネトルズF・スタンリーR・ホワイトM・リバースO・ギャンブルC・メイ |
| 3                    | 二                   | J・モーガン          | 左                   | P・ザクリーJ・ベンチT・ペレスJ・モーガンP・ローズD・コンセプシオンG・フォスターC・ジェロニモK・グリフィーD・ドリーセン | 3                        | 捕                       | T・マンソン              | 右                       | D・エリスT・マンソンC・チャン · ブリスW・ランドルフG・ネトルズF・スタンリーR・ホワイトM・リバースO・ギャンブルC・メイ |
| 4                    | 一                   | T・ペレス            | 右                   | P・ザクリーJ・ベンチT・ペレスJ・モーガンP・ローズD・コンセプシオンG・フォスターC・ジェロニモK・グリフィーD・ドリーセン | 4                        | 一                       | C・チャンブリス          | 左                       | D・エリスT・マンソンC・チャン · ブリスW・ランドルフG・ネトルズF・スタンリーR・ホワイトM・リバースO・ギャンブルC・メイ |
| 5                    | DH                   | D・ドリーセン        | 左                   | P・ザクリーJ・ベンチT・ペレスJ・モーガンP・ローズD・コンセプシオンG・フォスターC・ジェロニモK・グリフィーD・ドリーセン | 5                        | DH                       | C・メイ                  | 左                       | D・エリスT・マンソンC・チャン · ブリスW・ランドルフG・ネトルズF・スタンリーR・ホワイトM・リバースO・ギャンブルC・メイ |
| 6                    | 左                   | G・フォスター        | 右                   | P・ザクリーJ・ベンチT・ペレスJ・モーガンP・ローズD・コンセプシオンG・フォスターC・ジェロニモK・グリフィーD・ドリーセン | 6                        | 三                       | G・ネトルズ              | 左                       | D・エリスT・マンソンC・チャン · ブリスW・ランドルフG・ネトルズF・スタンリーR・ホワイトM・リバースO・ギャンブルC・メイ |
| 7                    | 捕                   | J・ベンチ            | 右                   | P・ザクリーJ・ベンチT・ペレスJ・モーガンP・ローズD・コンセプシオンG・フォスターC・ジェロニモK・グリフィーD・ドリーセン | 7                        | 右                       | O・ギャンブル            | 左                       | D・エリスT・マンソンC・チャン · ブリスW・ランドルフG・ネトルズF・スタンリーR・ホワイトM・リバースO・ギャンブルC・メイ |
| 8                    | 中                   | C・ジェロニモ        | 左                   | P・ザクリーJ・ベンチT・ペレスJ・モーガンP・ローズD・コンセプシオンG・フォスターC・ジェロニモK・グリフィーD・ドリーセン | 8                        | 二                       | W・ランドルフ            | 右                       | D・エリスT・マンソンC・チャン · ブリスW・ランドルフG・ネトルズF・スタンリーR・ホワイトM・リバースO・ギャンブルC・メイ |
| 9                    | 遊                   | D・コンセプシオン    | 右                   | P・ザクリーJ・ベンチT・ペレスJ・モーガンP・ローズD・コンセプシオンG・フォスターC・ジェロニモK・グリフィーD・ドリーセン | 9                        | 遊                       | F・スタンリー            | 右                       | D・エリスT・マンソンC・チャン · ブリスW・ランドルフG・ネトルズF・スタンリーR・ホワイトM・リバースO・ギャンブルC・メイ |
| 先発投手             | 先発投手             | 先発投手             | 投球                 | P・ザクリーJ・ベンチT・ペレスJ・モーガンP・ローズD・コンセプシオンG・フォスターC・ジェロニモK・グリフィーD・ドリーセン | 先発投手                 | 先発投手                 | 先発投手                 | 投球                     | D・エリスT・マンソンC・チャン · ブリスW・ランドルフG・ネトルズF・スタンリーR・ホワイトM・リバースO・ギャンブルC・メイ |
| P・ザクリー          | P・ザクリー          | P・ザクリー          | 右                   | P・ザクリーJ・ベンチT・ペレスJ・モーガンP・ローズD・コンセプシオンG・フォスターC・ジェロニモK・グリフィーD・ドリーセン | D・エリス                | D・エリス                | D・エリス                | 右                       | D・エリスT・マンソンC・チャン · ブリスW・ランドルフG・ネトルズF・スタンリーR・ホワイトM・リバースO・ギャンブルC・メイ |

レッズは本拠地リバーフロント・スタジアムでの2戦に続き、敵地ヤンキー・スタジアムに乗り込んでの第3戦でも先制点を奪った。2回表、ダン・ドリーセンの内野安打と盗塁で無死二塁とし、次打者ジョージ・フォスターのエンタイトル二塁打でまず1点を挙げる。7番ジョニー・ベンチの内野安打で無死一・三塁と好機を広げると、シーザー・ジェロニモの遊ゴロ併殺崩れの間にフォスターが生還し2点目、さらにジェロニモが盗塁とデーブ・コンセプシオンの左前打で3点目のホームを踏んだ。レッズは4回表にもドリーセンのソロ本塁打で突き放した。
ヤンキースは4回裏にオスカー・ギャンブルの適時打でまず1点を返し、7回裏には途中出場の9番ジム・メイソンがソロ本塁打を放って2点差とする。このあとさらに二死一・二塁となったが、レッズは先発パット・ザクリーから左腕ウィル・マッケナニーに継投し、4番クリス・チャンブリスを一ゴロに仕留めて危機を脱した。すると直後の8回表、レッズはジョー・モーガンとフォスターの適時打で2点を加え、点差を再度4点に広げた。ヤンキースは9回裏に二死一・二塁とするも、チャンブリスがまたもマッケナニーを打てず左飛に倒れて試合終了。レッズが3連勝でシリーズ連覇に王手をかけた。

### 第4戦 10月21日
- ヤンキー・スタジアム（ニューヨーク州ニューヨーク市ブロンクス区）

|                          | 1 | 2 | 3 | 4 | 5 | 6 | 7 | 8 | 9 | R | H | E |
| ------------------------ | - | - | - | - | - | - | - | - | - | - | - | - |
| シンシナティ・レッズ     | 0 | 0 | 0 | 3 | 0 | 0 | 0 | 0 | 4 | 7 | 9 | 2 |
| ニューヨーク・ヤンキース | 1 | 0 | 0 | 0 | 1 | 0 | 0 | 0 | 0 | 2 | 8 | 0 |

1. 勝利：ゲイリー・ノーラン（1勝）
2. セーブ：ウィル・マッケナニー（2S）
3. 敗戦：エド・フィゲロア（1敗）
4. 本塁打
CIN：ジョニー・ベンチ1号2ラン・2号3ラン
5. 審判
［球審］ビル・ディーガン（AL）
［塁審］一塁: ブルース・フローミング（NL）、二塁: デーブ・フィリップス（AL）、三塁: リー・ウェイヤー（NL）
［外審］左翼: ルー・ディミュロ（AL）、右翼: ビル・ウィリアムズ（NL）
6. 夜間試合  試合時間: 2時間36分  観客: 5万6700人
詳細: Baseball-Reference.com

| シンシナティ・レッズ | シンシナティ・レッズ | シンシナティ・レッズ | シンシナティ・レッズ | シンシナティ・レッズ                                                                                                   | ニューヨーク・ヤンキース | ニューヨーク・ヤンキース | ニューヨーク・ヤンキース | ニューヨーク・ヤンキース | ニューヨーク・ヤンキース                                                                                                  |
| -------------------- | -------------------- | -------------------- | -------------------- | --- | ------------------------ | ------------------------ | ------------------------ | ------------------------ | --- |
| 打順                 | 守備                 | 選手                 | 打席                 | G・ノーランJ・ベンチT・ペレスJ・モーガンP・ローズD・コンセプシオンG・フォスターC・ジェロニモK・グリフィーD・ドリーセン | 打順                     | 守備                     | 選手                     | 打席                     | E・フィゲロアT・マンソンC・チャン · ブリスW・ランドルフG・ネトルズF・スタンリーR・ホワイトM・リバースO・ギャンブルC・メイ |
| 1                    | 三                   | P・ローズ            | 両                   | G・ノーランJ・ベンチT・ペレスJ・モーガンP・ローズD・コンセプシオンG・フォスターC・ジェロニモK・グリフィーD・ドリーセン | 1                        | 中                       | M・リバース              | 左                       | E・フィゲロアT・マンソンC・チャン · ブリスW・ランドルフG・ネトルズF・スタンリーR・ホワイトM・リバースO・ギャンブルC・メイ |
| 2                    | 右                   | K・グリフィー        | 左                   | G・ノーランJ・ベンチT・ペレスJ・モーガンP・ローズD・コンセプシオンG・フォスターC・ジェロニモK・グリフィーD・ドリーセン | 2                        | 左                       | R・ホワイト              | 両                       | E・フィゲロアT・マンソンC・チャン · ブリスW・ランドルフG・ネトルズF・スタンリーR・ホワイトM・リバースO・ギャンブルC・メイ |
| 3                    | 二                   | J・モーガン          | 左                   | G・ノーランJ・ベンチT・ペレスJ・モーガンP・ローズD・コンセプシオンG・フォスターC・ジェロニモK・グリフィーD・ドリーセン | 3                        | 捕                       | T・マンソン              | 右                       | E・フィゲロアT・マンソンC・チャン · ブリスW・ランドルフG・ネトルズF・スタンリーR・ホワイトM・リバースO・ギャンブルC・メイ |
| 4                    | 一                   | T・ペレス            | 右                   | G・ノーランJ・ベンチT・ペレスJ・モーガンP・ローズD・コンセプシオンG・フォスターC・ジェロニモK・グリフィーD・ドリーセン | 4                        | 一                       | C・チャンブリス          | 左                       | E・フィゲロアT・マンソンC・チャン · ブリスW・ランドルフG・ネトルズF・スタンリーR・ホワイトM・リバースO・ギャンブルC・メイ |
| 5                    | DH                   | D・ドリーセン        | 左                   | G・ノーランJ・ベンチT・ペレスJ・モーガンP・ローズD・コンセプシオンG・フォスターC・ジェロニモK・グリフィーD・ドリーセン | 5                        | DH                       | C・メイ                  | 左                       | E・フィゲロアT・マンソンC・チャン · ブリスW・ランドルフG・ネトルズF・スタンリーR・ホワイトM・リバースO・ギャンブルC・メイ |
| 6                    | 左                   | G・フォスター        | 右                   | G・ノーランJ・ベンチT・ペレスJ・モーガンP・ローズD・コンセプシオンG・フォスターC・ジェロニモK・グリフィーD・ドリーセン | 6                        | 三                       | G・ネトルズ              | 左                       | E・フィゲロアT・マンソンC・チャン · ブリスW・ランドルフG・ネトルズF・スタンリーR・ホワイトM・リバースO・ギャンブルC・メイ |
| 7                    | 捕                   | J・ベンチ            | 右                   | G・ノーランJ・ベンチT・ペレスJ・モーガンP・ローズD・コンセプシオンG・フォスターC・ジェロニモK・グリフィーD・ドリーセン | 7                        | 右                       | O・ギャンブル            | 左                       | E・フィゲロアT・マンソンC・チャン · ブリスW・ランドルフG・ネトルズF・スタンリーR・ホワイトM・リバースO・ギャンブルC・メイ |
| 8                    | 中                   | C・ジェロニモ        | 左                   | G・ノーランJ・ベンチT・ペレスJ・モーガンP・ローズD・コンセプシオンG・フォスターC・ジェロニモK・グリフィーD・ドリーセン | 8                        | 二                       | W・ランドルフ            | 右                       | E・フィゲロアT・マンソンC・チャン · ブリスW・ランドルフG・ネトルズF・スタンリーR・ホワイトM・リバースO・ギャンブルC・メイ |
| 9                    | 遊                   | D・コンセプシオン    | 右                   | G・ノーランJ・ベンチT・ペレスJ・モーガンP・ローズD・コンセプシオンG・フォスターC・ジェロニモK・グリフィーD・ドリーセン | 9                        | 遊                       | F・スタンリー            | 右                       | E・フィゲロアT・マンソンC・チャン · ブリスW・ランドルフG・ネトルズF・スタンリーR・ホワイトM・リバースO・ギャンブルC・メイ |
| 先発投手             | 先発投手             | 先発投手             | 投球                 | G・ノーランJ・ベンチT・ペレスJ・モーガンP・ローズD・コンセプシオンG・フォスターC・ジェロニモK・グリフィーD・ドリーセン | 先発投手                 | 先発投手                 | 先発投手                 | 投球                     | E・フィゲロアT・マンソンC・チャン · ブリスW・ランドルフG・ネトルズF・スタンリーR・ホワイトM・リバースO・ギャンブルC・メイ |
| G・ノーラン          | G・ノーラン          | G・ノーラン          | 右                   | G・ノーランJ・ベンチT・ペレスJ・モーガンP・ローズD・コンセプシオンG・フォスターC・ジェロニモK・グリフィーD・ドリーセン | E・フィゲロア            | E・フィゲロア            | E・フィゲロア            | 右                       | E・フィゲロアT・マンソンC・チャン · ブリスW・ランドルフG・ネトルズF・スタンリーR・ホワイトM・リバースO・ギャンブルC・メイ |

ヤンキースは1回裏、4番クリス・チャンブリスの二塁打で一塁走者サーマン・マンソンが生還し、今シリーズ4試合目で初めて先制点を挙げる。しかし5番カルロス・メイは遊ゴロでイニング終了、3回裏にも二死満塁としながらメイが左飛に倒れ、追加点を奪うことができない。すると直後の4回表、レッズは二死二塁から6番ジョージ・フォスターの適時打でまず同点、さらに続くジョニー・ベンチが左翼ポール直撃の2点本塁打を放ち、一気に試合をひっくり返した。ヤンキースも5回裏にマンソンの中前打で1点差とするが、その後は6回から8回まで毎回走者を出しながら追いつくことができず、1点差のまま試合は9回へ進む。
9回表、レッズは先頭の4番トニー・ペレスが四球で出塁し、次打者ダン・ドリーセンの打席で相手先発エド・フィゲロアが暴投した隙に二塁へ進む。この直後、ヤンキース監督のビリー・マーチンが球審ビル・ディーガンに向けてダグアウトからボールを投げつけ、それを咎めた一塁塁審ブルース・フローミングに対し放送禁止用語を交えながら「お前の知ったことか」と言い返したため、フローミングによって退場させられる一幕があった。マーチンは「ディーガンのほうが俺に向かって3球投げてきて、最後のが喉に当たりそうになったから投げ返してやっただけだ」と主張している。ドリーセンも四球で歩いて無死一・二塁となると、ベンチコーチのヨギ・ベラはフィゲロアに代わりディック・ティドローを投入した。
ティドローはフォスターを1球で中飛に打ち取って一死一・三塁とし、打席にベンチを迎える。ベンチは初球を左翼方向へ打ち上げ、左翼手ロイ・ホワイトがこの打球を追ってフェンス際でジャンプするが、打球はホワイトのグラブを越えてスタンドに入る3点本塁打となった。このあとレッズは連続二塁打でさらに1点を加えたあと、9回裏はウィル・マッケナニーが三者凡退に抑えて試合を終わらせ、初戦からの4連勝でシリーズ2連覇を果たした。